# Білошицька Слобода
Білошицька Слобода́ — село в Україні, у Корюківській міській громаді Корюківського району Чернігівської області. Населення становить 660 осіб. До 2020 орган місцевого самоврядування — Білошицько-Слобідська сільська рада. Сільській раді було підпорядковане с. Майбутнє.

## Географія
Село розташоване на річці Слот за 35 км від районного центру і залізничної станції Корюківка на лінії Бахмач — Гомель. Висота над рівнем моря — 155 м.

## Топоніміка
З розповідей старожилів, село заснував втікач від панської неволі Білошицький чи Білошит, тому село і дістало назву Слобода, а в честь першожителя — Білошицького, на відміну від інших слобод, стало називатися Білошицькою Слободою.
За «Слідством про маєтності Чернігівського полку 1729-30р»: поселення належало Троїцькому чернігівському монастирю. Про історію володіння сказано таке: Оное село Перелюбъ и дерени [Елинъ, Прибинки, слобода Бѣлошацка], по сказки тамошнихъ обывателей, никому ни на якій урядъ не надлежалы, а были зъ давнихъ лѣтъ всегда во владѣніи за гетманами, отъ Хмелницкого до Скоропадского, и плачивалы онимъ гетманомъ стацію. Когда же Скоропадскій сталъ гетманомъ, отдалъ тѣ маетности изъ своего владѣнія монастиру троецкому чернѣговскому, за которимъ и нынѣ во владѣніи"
Що цікаво, населенням тут були не козаки, а стрільці, окремий стан, що займався полюванням. Серед прізвищ перших жителів (ревізія 1732 р.) — Бодаренко, Чорний, Горненок.

## Історія
Засноване село у першій половині XVII ст.
У 1884 році побудована дерев'яна Вознесенська церква.
У 1910—1911 рр. була побудована школа за рахунок ліберальних установ-земств, тому і школа називалась земською, приміщення якої проіснувало до 1943 року, спалено під час Другою світової війни німцями.
У 1925 році Федченко Артем організував частину безземельних селян і оселився разом з ними на лісовій поляні за 6 км від села. Цей виселок в честь побудови життя по новому було названо Майбунє. Він став першим колгоспом у Корюківському районі.
У Національній книзі пам'яті жертв Голодомору 1932—1933 років в Україні перелічено 5 жителів села, які загинули від голоду.
У Другій світовій війні на фронті та у партизанському русі брали участь 282 мешканці села, 192 з яких загинули.
12 червня 2020 року, відповідно до розпорядження Кабінету Міністрів України № 730-р «Про визначення адміністративних центрів та затвердження територій територіальних громад Чернігівської області», увійшло до складу Корюківської міської громади.
19 липня 2020 року, в результаті адміністративно-територіальної реформи та ліквідації колишнього Корюківського району, село увійшло до складу новоутвореного Корюківського району.

## Демографія
За даними сайту Верховної Ради України у Білошицькій Слободі станом на початок 2012 року мешкає 660 жителів.
| 1866 | 1897 | 1988 | 2012 |
| ---- | ---- | ---- | ---- |
| 1115 | 2105 | 738  | 660  |
| ▲    | ▲    | ▼    | ▼    |

Рідною мовою назвали:
| Мова       | Кількість осіб | Відсоток |
| ---------- | -------------- | -------- |
| українська | 653            | 98,94 %  |
| російська  | 7              | 1,04 %   |

## Пам'ятки
- Поблизу села були знайдені кургани часів Київської Русі.[2]
- 11 листопада 2008 відкрито пам'ятний знак жертвам Голодомору — уродженцям села.

## Відомі люди
- Кобець Михайло Олександрович (1995—2017) — український військовик, учасник російсько-української війни.
- Мисник Олександр Петрович — Голова Чернігівської ОДА (2018 — 2019).
- Шматок Віктор Іванович (1961 — 2001) — кандидат географічних наук, доцент Київського національного університету імені Тараса Шевченка, український ґрунтознавець, еколог.